# Cyphococcus caesalpiniae
Cyphococcus caesalpiniae är en insektsart som beskrevs av Robert Malcolm Laing 1925. Cyphococcus caesalpiniae ingår i släktet Cyphococcus och familjen skålsköldlöss.
Artens utbredningsområde är Uganda. Inga underarter finns listade i Catalogue of Life.